# 结什角
结什角（？—1169年），12世纪后期青海吐蕃首领，唃厮啰五世孙，巴羊族长世昌的儿子。
1164年，南宋攻克洮州（今甘肃临洮），结什角与母避居乔家族，被乔家族首领播逋与木波、陇逋、庞拜、丙离四族大老等一起立为族长，号称王子。金朝曾为他报京臧杀父之仇，1165年，结什角率众投金。唃厮啰国崩溃后，其后代在金朝扶持下建立的了结什角小政权，境内管辖四万余户。归附金朝后，每年向金朝进贡马驼，受抚慰、厚赐。他拉拢西夏所属析安城（积石军）的吹折、密臧二族暗中归附金朝，西夏对其不容。1169年，结什角赴庄浪族探母，被西夏围攻。结什角不降，率部众抵抗，突围，被西夏人砍断一臂，不久死去。